# Kỷ Silur
| Kỷ Silur                                              |                                                   |
| Nồng độ O 2 trung bình trong khí quyển giai đoạn này  | Khoảng 14 Vol % (70 % so với giá trị hiện tại)    |
| Nồng độ CO 2 trung bình trong khí quyển giai đoạn này | Khoảng 4500 ppm (16 lần giá trị tiền công nghiệp) |
| Nhiệt độ bề mặt nước biển trong giai đoạn này         | Khoảng 17 °C (3 °C trên mức hiện đại)             |
| Mực nước biển (cao hơn ngày nay)                      | khoảng 180m, với các sự đi chệch âm ngắn hạn      |

Kỷ Silur hay phiên âm thành kỷ Xi-lua (Silua) là một kỷ chính trong niên đại địa chất kéo dài từ khi kết thúc kỷ Ordovic, vào khoảng 443,8 ± 1,5 triệu (Ma) năm trước, tới khi bắt đầu kỷ Devon vào khoảng 419,2 ± 3,2 Ma. Giống như các kỷ địa chất khác, các tầng đá xác định sự khởi đầu và kết thúc kỷ này được xác định khá rõ, nhưng niên đại chính xác thì vẫn là không chắc chắn trong phạm vi 5-10 triệu năm. Căn cứ xác định sự bắt đầu kỷ này là một sự kiện tuyệt chủng lớn khi 60% các loài sinh vật biển đã bị đào thải. Xem Sự kiện tuyệt chủng kỷ Ordovic-kỷ Silur.

## Biên niên sử
Hệ thống địa tầng kỷ Silur đã lần đầu tiên được Roderick Murchison xác định, khi ông kiểm tra các tầng đá trầm tích chứa hóa thạch ở miền nam Wales (Xứ Uên/Xứ Gan) vào đầu thập niên 1830. Ông đặt tên cho các tầng đá này theo tên gọi của một bộ lạc người Celt (Xen-tơ) ở Wales- là người Silures, kế tục truyền thống của bạn ông là Adam Sedgwick, người đã xác định và đặt tên cho kỷ Cambri. Năm 1835, hai người đã đưa ra một bài báo chung, dưới tên gọi On the Silurian and Cambrian Systems, Exhibiting the Order in which the Older Sedimentary Strata Succeed each other in England and Wales, có thể coi là phôi thai cho việc xác định niên đại địa chất hiện đại. Tuy nhiên, sau khi đã xác định kỷ này và khi lần theo dấu vết của kỷ Silur trên thực địa thì người ta nhận ra rằng nó chồng lấn lên các tầng thuộc kỷ Cambri của Sedgwick, điều này đã gây ra tranh cãi và gây bất hòa đến mức chấm dứt luôn cả tình bạn của họ. Charles Lapworth cuối cùng đã giải quyết mâu thuẫn bằng cách xác định một hệ thống địa tầng chính mới với tên gọi là kỷ Ordovic để bao gồm các tầng đang tranh chấp.
| Hệ/ Kỷ                                | Thống/ Thế | Bậc/ Kỳ                          | Tuổi (Ma) | Tuổi (Ma) |
| ------------------------------------- | ---------- | -------------------------------- | --------- | --------- |
| Devon                                 | Sớm        | Lochkov                          | trẻ hơn   | trẻ hơn   |
| Silur                                 | Pridoli    | không xác định tầng động vật nào | 419.2     | 423.0     |
| Silur                                 | Ludlow     | Ludford                          | 423.0     | 425.6     |
| Silur                                 | Ludlow     | Gorsty                           | 425.6     | 427.4     |
| Silur                                 | Wenlock    | Homer                            | 427.4     | 430.5     |
| Silur                                 | Wenlock    | Sheinwood                        | 430.5     | 433.4     |
| Silur                                 | Llandovery | Telych                           | 433.4     | 438.5     |
| Silur                                 | Llandovery | Aeron                            | 438.5     | 440.8     |
| Silur                                 | Llandovery | Rhuddan                          | 440.8     | 443.8     |
| Ordovic                               | Muộn       | Hirnant                          | già hơn   | già hơn   |
| Phân chia kỷ Silur theo ICS năm 2017. |            |                                  |           |           |

## Các phân kỷ
Khoảng thời gian của kỷ Silur thông thường được chia nhỏ thành các phân kỷ Tiền (Llandovery và Wenlock) và Hậu (Ludlow và Pridoli) Silur. Tuy nhiên, một vài sơ đồ hệ thống sử dụng Tiền (Llandovery), Trung (Wenlock) và Hậu (Ludlow và Pridoli) Silur. Các tầng động vật này được đặc trưng bởi các hóa thạch chỉ mục, là các loài mới của các sinh vật biển thuộc nhóm Graptolita xuất hiện trong mỗi tầng. Mỗi thế địa chất này tương ứng với một chuỗi đá, chúng được nói đến như là thuộc về các phần dưới, giữa và trên của tầng đá, tương tự với thời gian đầu, giữa và cuối của kỷ Silur. Các thế địa chất và các tầng động vật từ trẻ nhất đến già nhất là: 
- Thế Pridoli - không định nghĩa tầng động vật (hậu Silur)
- Thế Ludlow được phân chia thành:
  - Kỳ Ludford (hậu Ludlow - hậu Silur)
  - Kỳ Gorst (tiền Ludlow - hậu Silur)
- Thế Wenlock được phân chia thành:
  - Kỳ Homer (hậu Wenlock - tiền hoặc trung Silur)
  - Kỳ Sheinwood (tiền Wenlock - tiền hoặc trung Silur)
- Thế Llandovery được phân chia thành:
  - Kỳ Telych (hậu Llandovery - tiền Silur)
  - Kỳ Aeron (trung Llandovery - tiền Silur)
  - Kỳ Rhuddal (tiền Llandovery - tiền Silur)

Tại Bắc Mỹ một hệ thống các tầng động vật cục bộ khác được sử dụng:
- Cayuga (hậu Silur - Ludlow)
- Lockport (trung Silur - Wenlock)
- Tonawand (trung Silur - Wenlock)
- Ontario (tiền Silur - Llandovery)
- Alexandria (tiền Silur - Llandovery)

## Cổ địa lý học
Trong kỷ Silur, Gondwana vẫn tiếp tục trôi dạt chậm về phía nam tới các vĩ độ lớn, nhưng có các chứng cứ cho thấy các chỏm băng thuộc kỷ Silur là ít lớn hơn so với các chỏm băng thuộc thời kỳ băng hà hậu Ordovic. Sự tan chảy ra của các chỏm băng và các sông băng đã làm cho mực nước biển lên cao, được ghi nhận từ thực tế là các trầm tích kỷ Silur che phủ lên trên các trầm tích kỷ Ordovic bị xói mòn, tạo thành một sự phân vỉa không chỉnh hợp. Các craton khác và các mảng lục địa đã trôi dạt cùng nhau gần đường xích đạo, bắt đầu sự hình thành của siêu lục địa thứ hai, được biết đến dưới tên gọi Euramerica (Âu-Mỹ).
Khi proto-Europe (tiền-châu Âu) va chạm với Bắc Mỹ thì va chạm này đã gấp nếp các trầm tích ven bờ biển đã được tích lũy từ kỷ Cambri ngoài khơi phía đông của Bắc Mỹ và phía tây của châu Âu. Sự kiện này được gọi là kiến tạo sơn Caledonia, sự dồn lên của các dãy núi kéo dài từ tiểu bang New York (ngày nay) tới chỗ nối lại của châu Âu với Greenland và Norway. Vào cuối kỷ Silur, mực nước biển lại hạ thấp xuống một lần nữa, để lại các lòng chảo lộ rõ chứa muối (evaporit) trong lưu vực kéo dài từ Michigan tới West Virginia, và các dãy núi mới hình thành nhanh chóng bị xói mòn. Sông Teays, chảy vào các biển nông trên giữa lục địa, đã xói mòn các tầng thuộc kỷ Ordovic, để lại dấu vết trong các tầng thuộc kỷ Silur ở miền bắc Ohio và Indiana.
Đại dương rộng lớn Panthalassa đã bao phủ phần lớn Bắc bán cầu. Các đại dương nhỏ khác như Proto-Tethys, Paleo-Tethys, Rheic, đường thông ra biển của đại dương Iapetus (nằm giữa Avalonia và Laurentia), và Ural mới hình thành.
Trong kỷ này, Trái Đất đang nằm trong giai đoạn nhà kính ấm và kéo dài và các biển nông và ấm đã che phủ phần lớn các vùng đất tại khu vực xích đạo. Kỷ này có một sự ổn định tương đối của khí hậu Trái Đất, kết thúc kiểu khí hậu thất thường của giai đoạn trước đó. Các lớp mai (vỏ) vỡ (gọi là coquina) cung cấp các chứng cứ mạnh mẽ cho kiểu khí hậu mà các cơn bão mạnh ngự trị được phát sinh khi đó bởi các mặt biển ấm.

## Sinh vật

### Động vật
Mực nước biển cao và các biển nông trên thềm lục địa cung cấp một môi trường thích hợp cho sự sống đại dương của tất cả các loài. Các tầng đá kỷ Silur là nơi chứa nhiều mỏ dầu và hơi đốt ở nhiều khu vực. Các tầng đá kỷ Silur chứa hematit—một loại quặng sắt—ở miền đông Bắc Mỹ đã đóng vai trò quan trọng cho nền kinh tế châu Mỹ thuộc địa thời kỳ đầu.
Các dải đá san hô ngầm đã lần đầu tiên xuất hiện trong kỷ này, được các nhóm san hô đã tuyệt chủng như các bộ Tabulata và Rugosa tạo ra. Những loài cá xương đầu tiên (nhóm Osteichthyes) đã xuất hiện, với các đại diện là Acanthodii được che phủ bằng lớp vảy bằng chất xương; các loài cá đã đạt được sự đa dạng đáng kể và phát triển các quai hàm chuyển động được, được thích ứng từ sự hỗ trợ của 2 hoặc 3 cung mang ở phía trước. Hệ động vật đa dạng của nhóm Eurypterida (bò cạp biển) -- một số trong chúng có độ dài vài mét—sinh sống ở các biển nông thời kỳ Silur ở Bắc Mỹ; nhiều hóa thạch của chúng đã được tìm thấy ở bang New York. Các ngành Brachiopoda, Bryozoa, Mollusca và Trilobita đã rất đông đảo và đa dạng.
Nhóm Myriapoda trở thành những động vật sống trên đất liền đích thực đầu tiên. Các hệ sinh thái đất liền, bao gồm những động vật đa bào đầu tiên trên đất liền hiện đã xác định được, là các họ hàng của nhện và động vật nhiều chân ngày nay, các hóa thạch của chúng đã được phát hiện ra trong thập niên 1990.

### Thực vật
Những hóa thạch đầu tiên của thực vật có mạch đã xuất hiện trong kỷ Silur. Các đại diện sớm nhất của nhóm này là Cooksonia (chủ yếu ở Bắc bán cầu) và Baragwanathia (ở Australia). Các loài thực vật nguyên thủy trên đất liền thuộc kỷ Silur với xylem và libe nhưng không phân hóa thành rễ, thân và lá, là nhóm Psylophyton, với cơ chế sinh sản bằng bào tử và thở thông qua các khí khổng trên mỗi mặt, và có lẽ quang hợp ở mọi mô được chiếu sáng. Rhyniophyta và Lycopodiophyta nguyên thủy là các thực vật đất liền khác đã lần đầu tiên xuất hiện trong kỷ này.

### Nấm
Các loài nấm sống trên đất liền đầu tiên có lẽ xuất hiện trong kỷ này.